# Tourtière (Limousin)
Pour les articles homonymes, voir Tourtière.
La tourtière, ou pâté de viande, est une charcuterie pâtissière limousine, réalisée principalement dans le sud de la Haute-Vienne, et dans les monts de Châlus, à partir de pâte feuilletée, ou, plus rarement, brisée, de pommes de terre et de petit salé.
Cette spécialité limousine, très présente dans les monts de Châlus, ne doit pas être confondue avec les tourtes ou tourtières du sud-ouest gascon, ni avec la tourtière du Lac-Saint-Jean.
Elle est assez semblable au pâté de pomme de terre, mais préparée avec de la viande. La tourtière limousine du pays de Châlus est un plat unique, réputé pour être très calorique.

## Composition et service
Le tourtière est une tourte contenant des pommes de terre coupées en lamelles, du petit salé, un peu de crème fraiche, de l’ail, des échalotes et du persil.
Particulièrement épaisse et nourrissante, la tourtière constitue un plat unique, et se sert, de préférence, avec une salade verte.

## Variantes

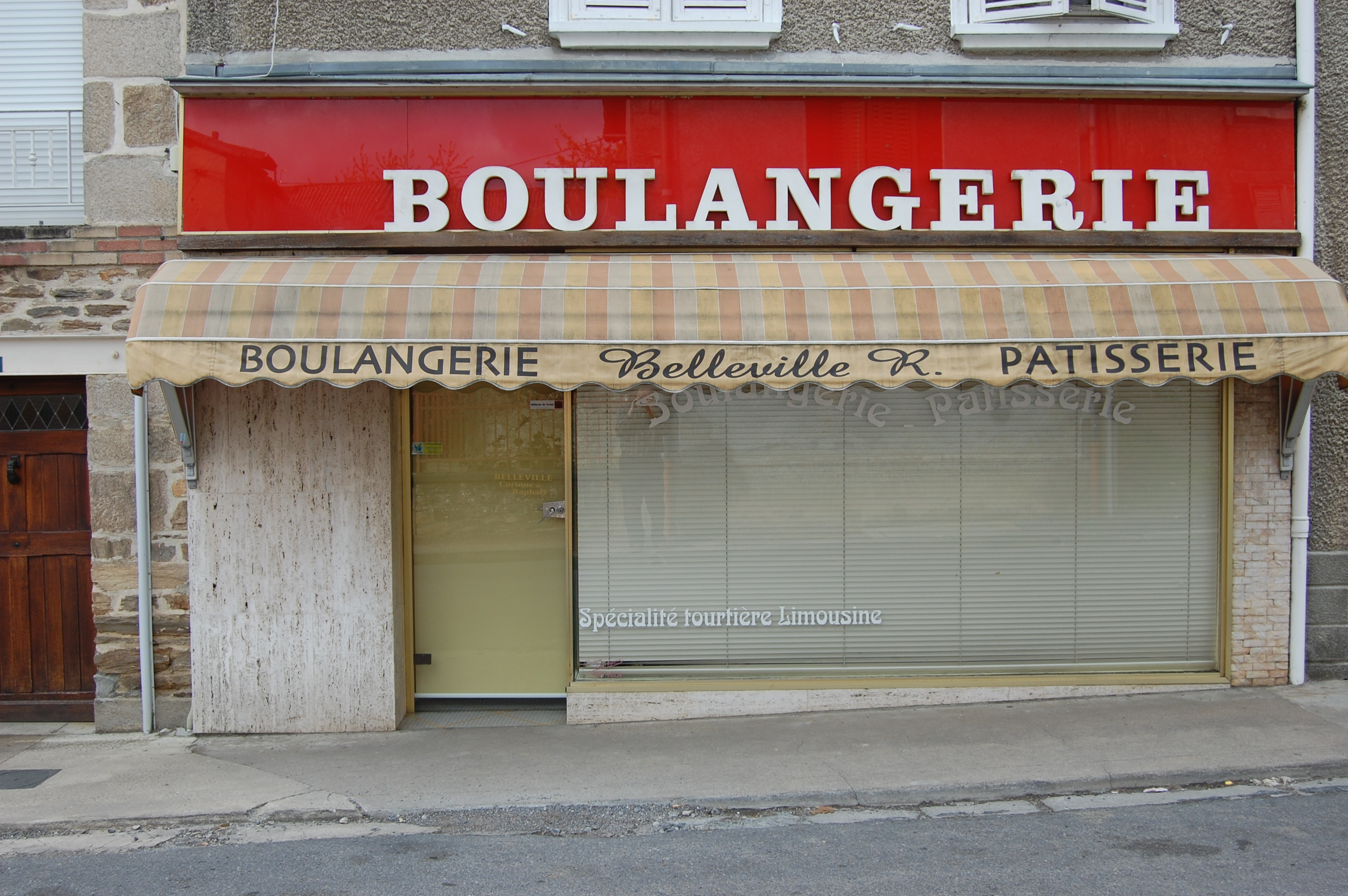
La tourtière, spécialité boulangère à Oradour-sur-Vayres (monts de Châlus).

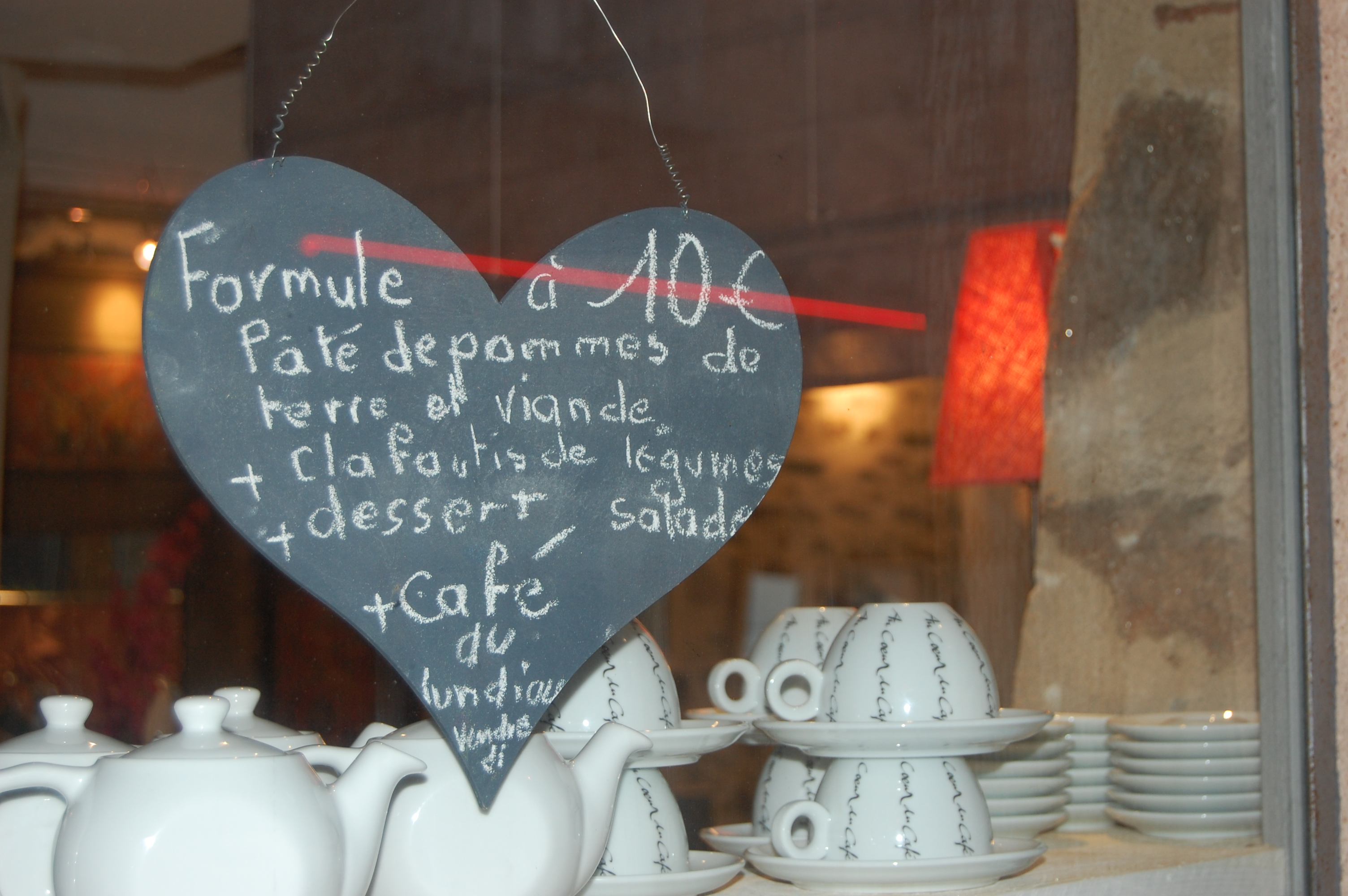
La tourtière à la carte d'un restaurant de Limoges.

Si la  tourtière reste un plat familial dans le Sud de la Haute-Vienne, en Périgord-Limousin, et en Charente-Limousine, celles réalisées en boucherie et en boulangerie, au pays de Châlus, dites « tourtières à gros bords », sont particulièrement recherchées.
La tourtière, appelée pâté de viande, ou pâté de pomme de terre et de viande, se retrouve à la carte de multiples restaurants, à Limoges comme dans le reste de la Haute-Vienne, et de la Corrèze.
Pompadour est réputée pour sa production charcutière de tourtières au foie gras, localement appelées tourte royale.

## Accord mets / vin
Traditionnellement, la tourtière est servie avec un vin rouge du vignoble de Verneuil-sur-Vienne, de Bergerac, ou de Corrèze. L’accord avec le saint-émilion, compte tenu de la tradition limousine de cette appellation, reste acceptable.